# Semýduby (Dubno)
Semýduby (ucraniano: Семи́дуби) es un municipio rural y pueblo de Ucrania, perteneciente al raión de Dubno en la óblast de Rivne.
En 2020, el municipio tenía una población de 4498 habitantes, de los cuales unos ochocientos vivían en la capital municipal homónima y el resto repartidos en 16 pedanías. El municipio se fundó en 2020 mediante la fusión de los hasta entonces consejos rurales de Semýduby, Hírnyky, Sosnivka y Maidán. Además de estos cuatro pueblos, pertenecen actualmente al municipio otros trece: Bondarí, Hriadky, Dovhe Pole, Zaluzhia, Zbytyn, Zdóvbytsia, Zlypets, Ivanýnychi, Klyntsí, Klipets, Nahoriany, Trostianets y Yasynivka.
Se conoce la existencia del pueblo en documentos desde 1559. En 1651, durante la rebelión de Jmelnitski, fue lugar de retirada para las tropas cosacas tras la batalla de Berestechko. En el Imperio ruso formó parte de la vólost de Sudóbychi, en el uyezd de Dubno de la gobernación de Volinia. Antes de la creación del actual municipio en 2020, Semýduby era sede de un consejo rural, que únicamente incluía como pedanías a Hriadky, Dovhe Pole, Zaluzhia, Ivanýnychi y Trostianets.
El pueblo se ubica en la periferia suroriental de Dubno.